# Thai Farmers Bank FC
Der FC Thai Farmers Bank (Thai:สโมสรฟุตบอลธนาคารกสิกรไทย) ist ein ehemaliger thailändischer Fußballverein, der zuletzt in der Thailand Premier League gespielt hat.

## Geschichte
Gegründet wurde der Verein 1987 und war doch in der kurzen Zeit seines Bestehens einer der erfolgreichsten Vereine des Landes.
Im Zuge der Asien-Krise 1997 fielen die Aktien des Klubbesitzers und Sponsors, der Thai Farmers Bank um 49 % was in einer Übernahme der Bank resultierte. Da die Krise jedoch weiter anhielt, entschloss man sich, den Verein im Jahr 2000, nach Ende der Saison, vom Spielbetrieb abzumelden und aufzulösen. Bis dahin konnte man in 13 Jahren des Bestehens viermal die Meisterschaft und als bis heute einziger Verein Thailands die AFC Champions League gewinnen. Der erfolgreichste Trainer in der nur 13-jährigen Geschichte des Vereins war Charnwit Polcheewin. Er trainierte
den FC Thai Farmers Bank 9 Jahre lang, von 1991 bis 2000. Er führte den Verein zu 4 Meisterschaften, zum Sieg beim Afroasiatischen Pokal und dem zweimaligen Gewinn der AFC Champions League.

## Stadion
Der Verein trug seine Heimspiele im Kasikorn Bank Stadium in Bangkok aus. Besitzer des Stadions war die Kasikorn Bank.

## Vereinserfolge

### National
- Thailand Premier League

1990 – Meister
1992 – Meister
1993 – Meister
1995 – Meister
- Queen’s Cup

1994 – Sieger
1995 – Sieger
1996 – Sieger
1997 – Sieger
- FA Cup (Thailand)

1999 – Sieger

### International
- AFC Champions League

1994 – Sieger
1995 – Sieger
- Afroasiatischer Pokal

1994 – Sieger

## Abschneiden in den Kontinentalwettbewerben
- AFC Champions League aka Asian Club Championship: 5 Teilnahmen

1993 – Qualifikation – 3. Runde
1994 – Gewinner
1995 – Gewinner
1996 – 3. Platz
1997 – 2. Runde
- AFC Super Cup 1994/95

1994/1995 – Finale

## Trainer
- Charnwit Polcheewin (1991–2000)

## Ehemalige Spieler
- Choketawee Promrut
- Worrawoot Srimaka
- Surachai Jaturapattarapong
- Sutee Suksomkit
- Sasom Pobprasert
- Teerasak Po-on
- Kay Langkawong

## Erläuterungen / Einzelnachweise
1. ↑  rsssf.org: https://www.rsssf.org/tablesa/afras.html Gewinner
2. ↑  rsssf.org: https://www.rsssf.org/tablesa/ascup95.html Ergebnisse
3. ↑  rsssf.org: https://www.rsssf.org/tablesa/ascup95.html#sc Ergebnisse

Alle Quellen wurden am 24. April 2008 eingesehen.